# Gladys Powers
Gladys Powers (ur. 10 maja 1899 w Londynie, Wielka Brytania, zm. 15 sierpnia 2008 roku w Kanadzie) - ostatnia brytyjska weteranka I wojny światowej. W wieku 15 lat, po zatajeniu swojego wieku wstąpiła do Kobiecej Armijnej Służby Pomocniczej. Następnie służyła jako kelnerka w takiej samej formacji Królewskich Sił Powietrznych (RAF). Oficjalnych danych na temat przebiegu jej służby brak, ponieważ odpowiednie dokumenty zostały zniszczone podczas bombardowań Londynu w 1940 roku. Powers była uważana za ostatnią żyjącą spośród 80 tys. kobiet, które służyły w brytyjskich siłach zbrojnych podczas I wojny światowej. Była także najstarszą z żyjących w Kanadzie weteranek. Po wojnie wyemigrowała z mężem do Kanady. Rozwiedli się, a Gladys przeżyła trzech kolejnych mężów.